# Norham Castle
Norham Castle is een kasteel, deels ruïne, in Northumberland, Engeland, aan de Tweed, op de grens tussen Engeland en Schotland. Het kasteel werd het toneel van verschillende oorlogen tussen Engeland en Schotland. Het kasteel werd oorspronkelijk gebouwd op bevel van Ranulf Flambard, bisschop van Durham van 1099 tot 1128, om de bisschoppelijke eigendom in het noorden van Northumberland te beschermen tegen invallen van de Schotten.
In 1136 viel David I van Schotland Northumberland binnen en nam het kasteel in. Het werd spoedig teruggegeven aan de bisschop, maar werd in 1138 tijdens een volgende invasie opnieuw ingenomen. Het bleef verwoest liggen, totdat Hugh de Puiset bisschop van Durham werd in 1153.
Diens opvolger, Filip van Poitou, was koningsgezind, en na diens overlijden in 1208 kwam Norham weer in koninklijke handen. In 1209 herbergde het kasteel zowel Jan zonder Land als Willem de Leeuw, alwaar de laatste de eed van trouw aflegde aan de Engelse koning. Tussen 1208 en 1211 onderhield Jan zonder Land de versterking en plaatste er een sterk garnizoen. Dit bleek nuttig toen in 1215 Alexander II van Schotland, zoon van Willem de Leeuw, het kasteel gedurende 40 dagen vruchteloos belegerde. In 1217 kwam het kasteel weer terecht bij de bisschop van Durham.
In het begin van de 14e eeuw vielen de Schotten Northumberland verschillende keren binnen, zonder telkens het kasteel van Norham aan te vallen. In 1318 belegerde Robert the Bruce echter het kasteel gedurende bijna een jaar. Andere belegeringen volgden elkaar op.
Tijdens de Rozenoorlogen (1455-1487) werd het kasteel opnieuw strijdtoneel. In 1462 werd het kasteel in handen gehouden door de Yorkisten voor Eduard IV. Het jaar daarop belegerden Lancasters het garnizoen, maar dit werd ontzet door Yorkse hulptroepen. In 1464 liep het garnizoen echter over naar Lancaster, maar werd vervolgens alsnog verjaagd door Yorkisten.
Jacobus IV van Schotland belegerde Norham in 1497 en opnieuw in 1513. Het kasteel liep flinke schade op door de Schotse artillerie. De belegering van 1513 was een succes en het kasteel werd overgeven aan de Schotten. Enige weken later werd Jacobus echter verslagen en gedood bij Flodden en Norham viel weer in handen van de Engelsen.
Het kasteel werd nog een tijd lang in versterkte staat gehouden, maar nadat de vrede tussen Schotland en Engeland van lange duur bleek, werd het garnizoen ingekrompen en de vesting verwaarloosd. In 1596 gaf koningin Elizabeth I de garnizoenskapitein, Sir Robert Carey, haar 'vastbesloten antwoord' dat ze niets meer zou uitgeven aan Norham. Het kasteel zou tot ruïne vervallen.